# Ян Гіршлер
Ян Гіршлер (пол. Jan Hirschler; 7 травня 1883, містечко Товсте, нині смт Заліщицького району Тернопільської області — 1 березня 1951, м. Ґданськ, Польща) — польський вчений у галузі медицини.

## Життєпис
1928—1929 — зоолог, декан математично-природничого факультету Львівського університету. Член Краківської академії (1931—1945, Польща).
Після 2-ї світової війни працював у медичній академії у Ґданську, професор Інституту тропічної і морської медицини.

## Праці
- Badania porównawcze nad budową tzw. struny Leydiga u motyli (1903)
- O zdolności reparacyjnej pijawek (1907)
- O wywołaniu metamorfozy u axolotla przy pomocy jodu i doświadczeń pokrewnych (1921)
- Embryogenesen der Insekten (1924)
- O skłądnikach plazmatycznych spermatyd pluskwiaka Palomena viridissima (1927)
- Spostrzeżenia dotyczące wzajemnego zachowania larw owadzich (1931)
- Ze Lwowa do Liberii (1938)
- Ein Paraffineinbettungsverfahren für kleine Objekte (1942)